# 킴호

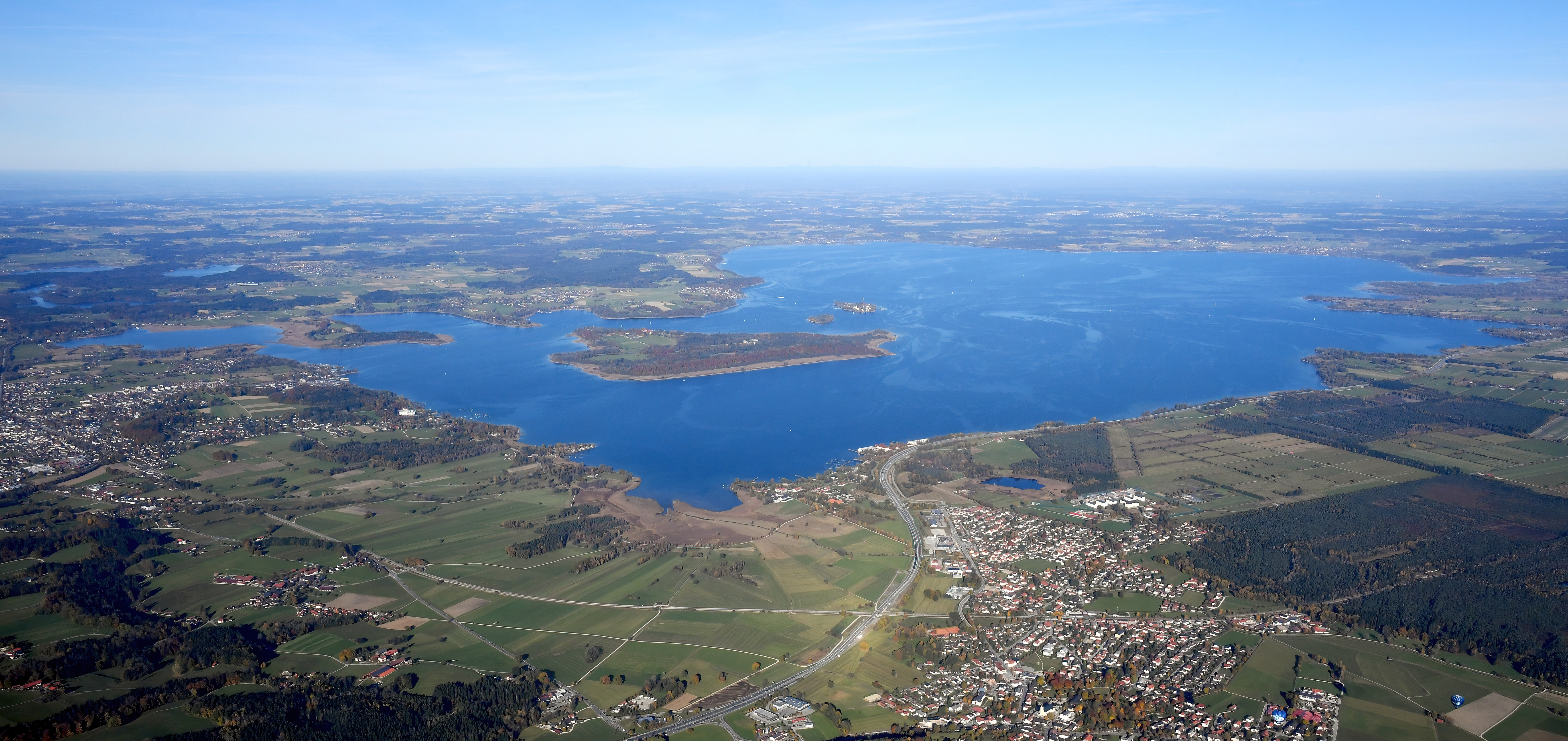

킴 호(Chiemsee)는 독일 남부 바이에른주에 위치한 호수이다. 면적 79.9 km2, 호면표고 518.19 m. 독일에서는 보덴호와 뮈리츠 호 다음으로 세 번째로 큰 호수이다. 종종 바이에른 해(bayerisches Meer)라고도 부른다. 오스트리아 국경 근처에 있으며, 주변은 아름다운 휴양지로 알려져 있다.